# Serie A 2017-2018 (hockey in-line)
La Serie A 2017-2018 è stata la 22ª edizione del massimo campionato italiano di hockey in-line. Il torneo ha avuto inizio il 14 ottobre 2017 e si è concluso il 2 giugno 2018.
Lo scudetto è stato conquistato dal Milano Quanta per l'ottava volta nella sua storia.

## Squadre partecipanti
| Club            | Stagione | Città           | Stagione precedente                                    |
| --------------- | -------- | --------------- | ------------------------------------------------------ |
| Asiago Vipers   | dettagli | Asiago (VI)     | 5º in Serie A1, quarti di finale dei play-off scudetto |
| Cittadella      | dettagli | Cittadella (PD) | 3º in Serie A1, finale dei play-off scudetto           |
| CUS Verona      | dettagli | Verona          | 4º in Serie A1, semifinale dei play-off scudetto       |
| Diavoli Vicenza | dettagli | Vicenza         | 9º in Serie A1                                         |
| Ferrara         | dettagli | Ferrara         | 7º in Serie A1, quarti di finale dei play-off scudetto |
| Ghosts Padova   | dettagli | Padova          | 6º in Serie A1, quarti di finale dei play-off scudetto |
| Libertas Forlì  | dettagli | Forlì           | 8º in Serie A1, quarti di finale dei play-off scudetto |
| Milano Quanta   | dettagli | Milano          | 1º in Serie A1, vince i play-off scudetto              |
| Monleale        | dettagli | Monleale (AL)   | 2º in Serie A1, semifinale dei play-off scudetto       |
| Real Torino     | dettagli | Torino          |                                                        |

## Stagione regolare

### Classifica finale
|  | Pos. | Squadra         | Pt | G  | V  | VR | PR | P  | GF  | GS  | DR   |
|  | ---- | --------------- | -- | -- | -- | -- | -- | -- | --- | --- | ---- |
|  | 1.   | Milano Quanta   | 48 | 18 | 16 | 0  | 0  | 2  | 154 | 40  | +114 |
|  | 2.   | Cittadella      | 42 | 18 | 13 | 1  | 1  | 3  | 96  | 47  | +49  |
|  | 3.   | Diavoli Vicenza | 41 | 18 | 12 | 2  | 1  | 3  | 92  | 64  | +28  |
|  | 4.   | CUS Verona      | 38 | 18 | 11 | 2  | 1  | 4  | 66  | 52  | +14  |
|  | 5.   | Asiago Vipers   | 24 | 18 | 7  | 0  | 3  | 8  | 74  | 81  | -7   |
|  | 6.   | Real Torino     | 24 | 18 | 7  | 1  | 1  | 9  | 65  | 74  | -9   |
|  | 7.   | Ghosts Padova   | 17 | 18 | 4  | 2  | 1  | 11 | 54  | 79  | -25  |
|  | 8.   | Ferrara         | 16 | 18 | 5  | 0  | 1  | 12 | 60  | 110 | -50  |
|  | 9.   | Monleale        | 13 | 18 | 3  | 1  | 2  | 12 | 53  | 98  | -45  |
|  | 10.  | Libertas Forlì  | 7  | 18 | 1  | 2  | 0  | 15 | 34  | 103 | -69  |

Legenda:
  Squadra ammessa ai play-off scudetto.
  Squadra campione d'Italia.
  Squadra vincitrice della Coppa Italia.
  Squadra vincitrice della Coppa FIPH.
  Squadra vincitrice della Supercoppa italiana.
      Retrocesse in Serie B 2018-2019.
Note:
Tre punti a vittoria, due per la vittoria ai tempi supplementari/tiri di rigore, uno per la sconfitta ai tempi supplementari/tiri di rigore, zero a sconfitta.
In caso di arrivo di due o più squadre a pari punti, la graduatoria finale è stilata secondo la classifica avulsa tra le squadre interessate che prevede, in ordine, i seguenti criteri:
- punti negli scontri diretti;
- differenza reti negli scontri diretti;
- differenza reti generale;
- reti realizzate in generale;
- sorteggio.

## Play-off scudetto
|  | Quarti di finale | Quarti di finale | Quarti di finale | Quarti di finale | Quarti di finale |    |                 | Semifinali | Semifinali | Semifinali | Semifinali | Semifinali | Semifinali | Semifinali |  |  | Finale | Finale        | Finale | Finale | Finale | Finale | Finale |
|  |                  |                  |                  |                  |                  |    |                 |            |            |            |            |            |            |            |  |  |        |               |        |        |        |        |        |
|  | 1                | Milano Quanta    | 15               | 5                |                  |    |                 |            |            |            |            |            |            |            |  |  |        |               |        |        |        |        |        |
|  | 8                | Ferrara          | 1                | 2                |                  |    |                 |            |            |            |            |            |            |            |  |  |        |               |        |        |        |        |        |
|  | 8                | Ferrara          | 1                | 2                |                  | 1  | Milano Quanta   | 4          | 6          | 4          | 5          |            |            |            |  |  |        |               |        |        |        |        |        |
|  |                  |                  |                  |                  |                  | 1  | Milano Quanta   | 4          | 6          | 4          | 5          |            |            |            |  |  |        |               |        |        |        |        |        |
|  |                  | 4                | CUS Verona       | 0                | 2                | 6  | 1               |            |            |            |            |            |            |            |  |  |        |               |        |        |        |        |        |
|  | 4                | 4                | CUS Verona       | 0                | 2                | 6  | 1               | CUS Verona | 5          | 4          |            |            |            |            |  |  |        |               |        |        |        |        |        |
|  | 4                |                  |                  |                  |                  |    |                 | CUS Verona | 5          | 4          |            |            |            |            |  |  |        |               |        |        |        |        |        |
|  | 6                | Real Torino      | 4                | 3                |                  |    |                 |            |            |            |            |            |            |            |  |  |        |               |        |        |        |        |        |
|  |                  |                  |                  |                  |                  |    |                 |            |            |            |            |            |            |            |  |  | 1      | Milano Quanta | 9      | 3      | 6      | 5      | 6      |
|  |                  |                  | 3                | Diavoli Vicenza  | 1                | 6  | 2               | 6          | 5          |            |            |            |            |            |  |  |        |               |        |        |        |        |        |
|  | 2                | Cittadella       | 5                | 4                | 5                |    |                 |            |            |            |            |            |            |            |  |  |        |               |        |        |        |        |        |
|  | 5                | Asiago Vipers    | 3                | 11               | 1                |    |                 |            |            |            |            |            |            |            |  |  |        |               |        |        |        |        |        |
|  | 5                | Asiago Vipers    | 3                | 11               | 1                |    | 2               | Cittadella | 3          | 1          | 7          |            |            |            |  |  |        |               |        |        |        |        |        |
|  |                  |                  |                  |                  |                  |    | 2               | Cittadella | 3          | 1          | 7          |            |            |            |  |  |        |               |        |        |        |        |        |
|  |                  | 3                | Diavoli Vicenza  | 8                | 4                | 11 |                 |            |            |            |            |            |            |            |  |  |        |               |        |        |        |        |        |
|  | 3                | 3                | Diavoli Vicenza  | 8                | 4                | 11 | Diavoli Vicenza | 9          | 13         |            |            |            |            |            |  |  |        |               |        |        |        |        |        |
|  | 3                |                  |                  |                  |                  |    | Diavoli Vicenza | 9          | 13         |            |            |            |            |            |  |  |        |               |        |        |        |        |        |
|  | 7                | Ghosts Padova    | 3                | 1                |                  |    |                 |            |            |            |            |            |            |            |  |  |        |               |        |        |        |        |        |

## Verdetti
| Verdetto                    | Club                      |
| --------------------------- | ------------------------- |
| Campione d'Italia 2017-2018 | Milano Quanta (8º titolo) |
| Retrocessa in Serie B       | Libertas Forlì            |